# Omninablautus arenosus
Omninablautus arenosus är en tvåvingeart som beskrevs av Pritchard 1935. Omninablautus arenosus ingår i släktet Omninablautus och familjen rovflugor. Inga underarter finns listade i Catalogue of Life.